# 荷蘭天文衛星
荷蘭天文衛星（Astronomical Netherlands Satellite）是一台太空X射線和紫外線望遠鏡，由荷蘭太空研究所（NIVR）和美國國家航空暨太空總署（NASA）共同資助。
1974年8月30日14:07:39UTC ，荷蘭天文衛星從美國范登堡空軍基地用偵察兵火箭發射升空進入地球軌道。該任務持續了 20 個月，直到1976年6月。荷蘭天文衛星是第一顆荷蘭衛星，小行星9996以它命名。1977年6月14日，荷蘭天文衛星重新進入地球大氣層。

## 軌道
荷蘭天文衛星的初始軌道近拱點為266公里（165英里），遠拱點為1,176公里（731英里），軌道傾角為98.0°，偏心率為0.064048，軌道周期為 99.2 分鐘。荷蘭天文衛星軌道為太陽同步軌道，太空船的姿態可透過反作用輪進行控制。整個軌道上反作用輪中儲存的動量透過與地球磁場相互作用的磁線圈定期釋放。該衛星還有兩個質量塊，在進入軌道後不久被釋放，以消除發射器引起的衛星大部分角動量。可以透過多種技術測量姿態，包括太陽感測器、地平線感測器、星敏感器和磁力儀。

## 設備
荷蘭天文衛星可測量能量範圍為2至30 keV的X射線光子，配備60 cm2偵測器，用於尋找銀河系和河外星系X射線源的位置。，測量其光譜，並觀察天體變化。荷蘭天文衛星發現了X射線爆發，也探測到來自五車二的X射線。
荷蘭天文衛星也利用一台22公分（260平方公分）的卡塞格林望遠鏡對光譜的紫外線部分進行了觀測。觀測到的光子的波長在150到330奈米之間，偵測器分成五個通道，中心波長分別為155、180、220、250和330奈米。在這些頻率下，荷蘭天文衛星對大約400個物體進行了超過18,000次測量。

## 延伸閱讀
- Bloemendal, W.; C. Kramer. . Philips Tech. Rev. 1973, 33: 117.